# Zhongting
Zhongting (kinesiska: 中亭乡, 中亭) är en socken i Kina. Den ligger i den autonoma regionen Guangxi, i den södra delen av landet, omkring 240 kilometer nordväst om regionhuvudstaden Nanning. Antalet invånare är 11553. Befolkningen består av 5 671 kvinnor och 5 882 män. Barn under 15 år utgör 28,0 %, vuxna 15-64 år 62 %, och äldre över 65 år 9,0 %.
Genomsnittlig årsnederbörd är 1 609 millimeter. Den regnigaste månaden är juni, med i genomsnitt 346 mm nederbörd, och den torraste är februari, med 25 mm nederbörd.